# Museo del Ejército
Das Museo del Ejército (deutsch „Armeemuseum“) in Toledo ist das nationale Museum Spaniens zur Geschichte der spanischen Streitkräfte.

## Geschichte

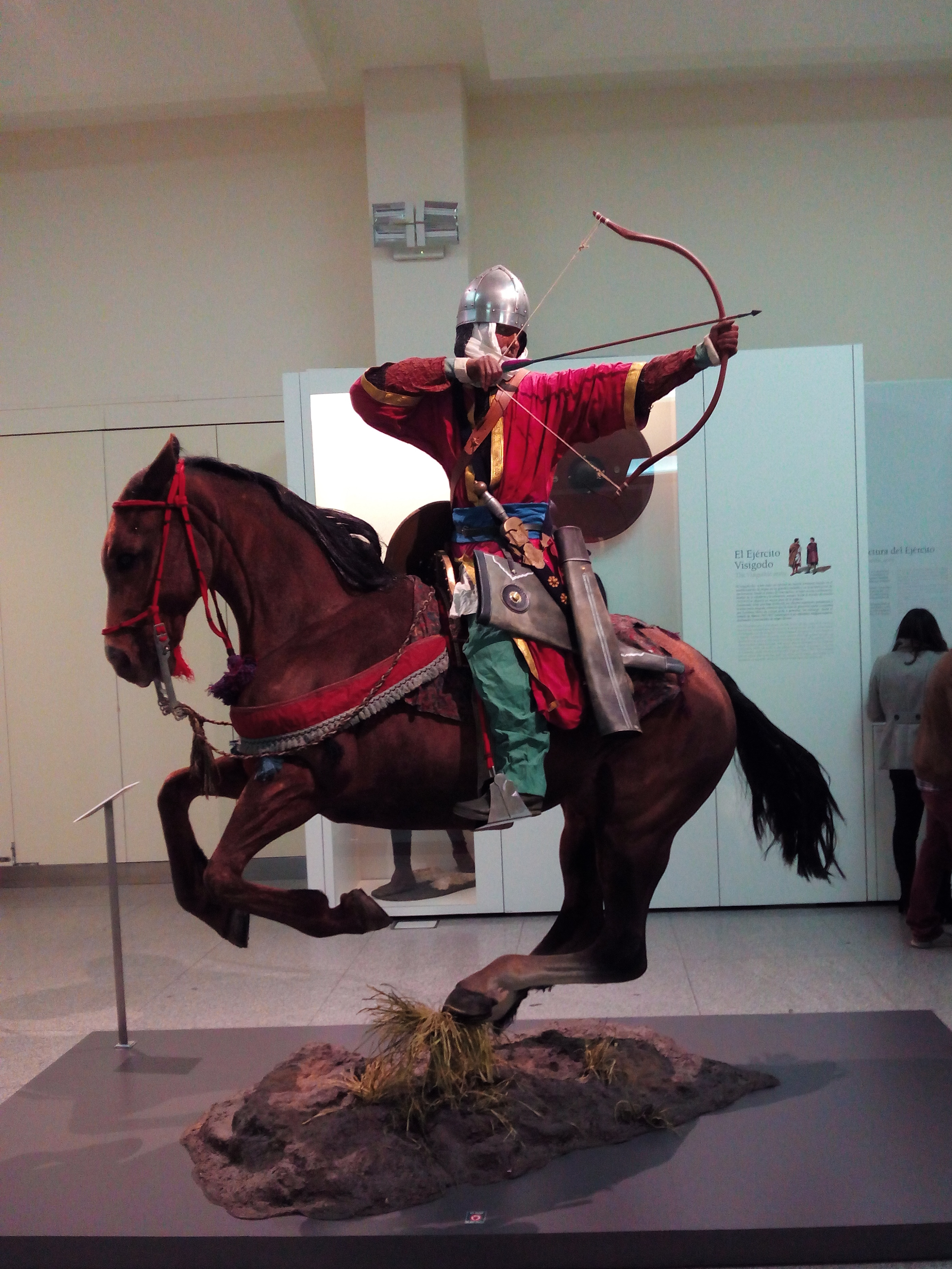
Berittener Bogenschütze

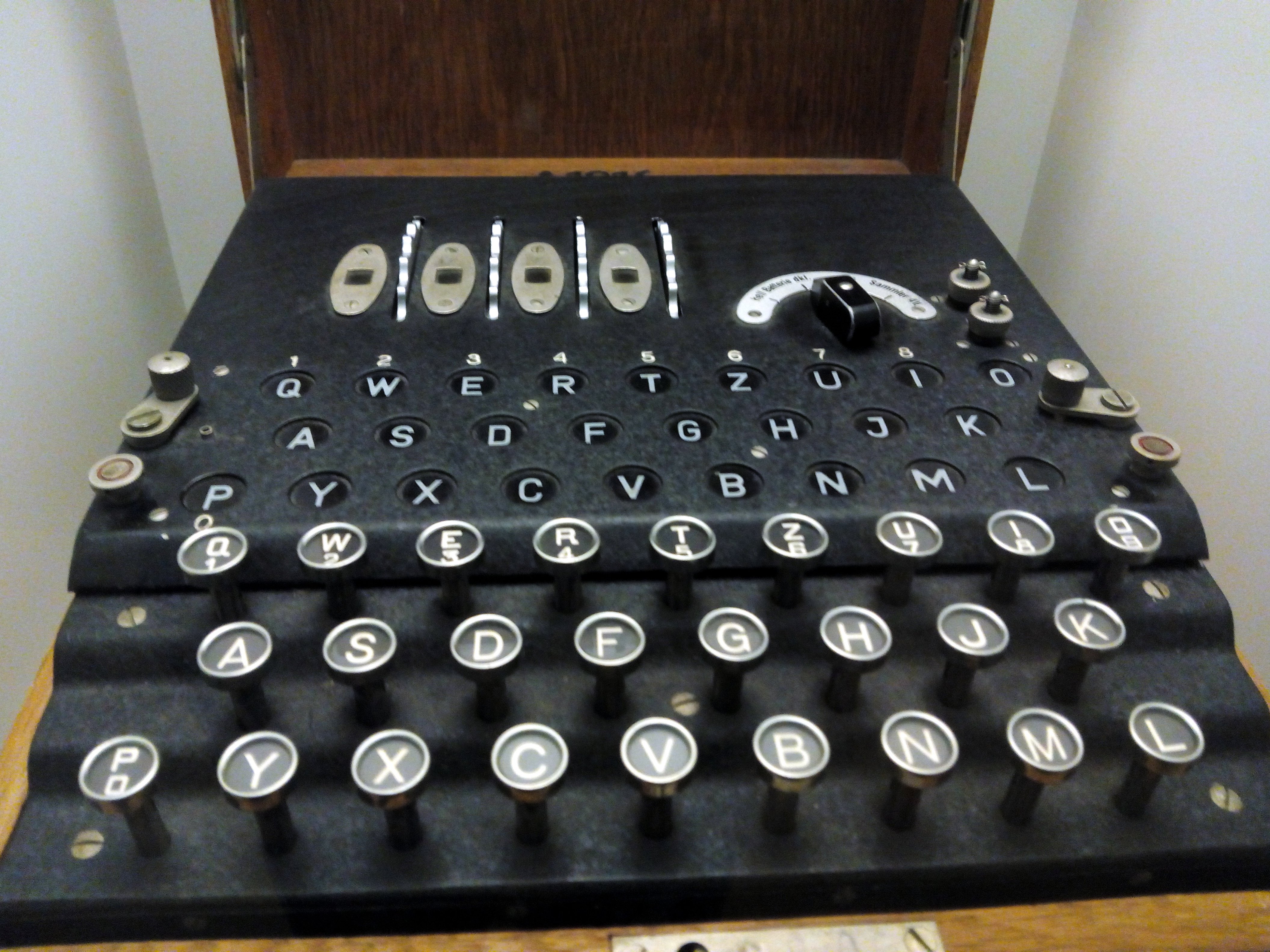
Eine Enigma-D (Seriennummer A 1216)

Das Armeemuseum hat seinen aktuellen Sitz im Alcázar, der historischen Festung von Toledo, und einem dort errichteten Erweiterungsbau (Bild). Es wurde 2010 durch Felipe eröffnet, den damaligen Fürsten von Asturien (spanisch Príncipe de Asturias) und heutigen König von Spanien. Historisch wurde es durch Zusammenschluss verschiedener militärischer Museen Spaniens geschaffen, die im Laufe des 19. Jahrhunderts und Anfang des 20. Jahrhunderts entstanden waren. Die Anfänge reichen zurück bis ins Jahr 1803, als das Königlich Spanische Militärmuseum im Palacio de Monteleón in Madrid gegründet worden war.

## Ausstellung
Kern der Ausstellungen sind hauptsächlich Exponate aus der Geschichte der Artillerie und des Pionierwesens. Hinzu kommen eine Vielzahl von historischen Uniformen, Gemälden, Miniaturen und diverser anderer Artefakte. Dazu gehört eine frühe deutsche Enigma-Schlüsselmaschine, Modell Enigma-D (Bild), Vorläuferin der später, im Zweiten Weltkrieg, in Stückzahlen von Zehntausenden von der deutschen Wehrmacht zur Verschlüsselung ihres Nachrichtenverkehrs eingesetzten Maschine Enigma I.